# Sam Vines
Sam Vines (geboren: Samuel Marqus Lloyd Vines, 31 mei 1999) is een Amerikaanse voetballer die voor de MLS club Colorado Rapids uitkomt sinds het seizoen 2024. Zijn positie in het voetbal is vleugelverdediger (linksachter). Hij speelt ook voor het Amerikaanse elftal waarmee hij in 2021 de CONCACAF Gold Cup won.

## Clubcarrière

### Colorado Rapids
Vines kreeg zijn opleiding in de jeugdadcademie van de Amerikaanse club Colorado Springs. In 2017 speelde hij terwijl ook wedstrijden voor de jeugd van Charlotte Independence. Begin 2018 tekende Vines zijn eerste professionele contract bij Colorado Rapids en werd vervolgens uitgeleend aan Charlotte Independence waar hij deze keer voor eerste elftal uitkwam. De verdediger trok die lijn door bij zijn terugkeer naar Colorado na dat jaar.

### Antwerp
In de zomer van 2021 tekende Vines een driejarig contract bij Royal Antwerp FC. Colorado Rapids ontving een transfersom van 1,82 miljoen euro.
Vines maakte zijn debuut voor Antwerp op 19 augustus 2021 tegen Charleroi en kwam ook aan spelen toe in de wedstrijden daarop. Begin september brak hij echter zijn sleutelbeen bij een val op training. Na een operatie en anderhalve maand revalidatie maakte de linksachter zijn comeback tegen Fenerbahçe in de Europa League.

### Colorado Rapids
Eind januari 2024 keerde Vines terug naar Colorado Rapids waar hij een contract tot 31 december 2027 kreeg.

## Clubstatistieken
| Seizoen         | Club                     | Land                      | Competitie         | Competitie | Competitie | Beker | Beker | Europees | Europees | Overige | Overige | Totaal | Totaal |
| Seizoen         | Club                     | Land                      | Competitie         | Wed.       | Dlp.       | Wed.  | Dlp.  | Wed.     | Dlp.     | Wed.    | Dlp.    | Wed.   | Dlp.   |
| --------------- | ------------------------ | ------------------------- | ------------------ | ---------- | ---------- | ----- | ----- | -------- | -------- | ------- | ------- | ------ | ------ |
| 2017            | → Charlotte Independence | Vlag van Verenigde Staten | USLC               | 0          | 0          | 0     | 0     | —        | —        | —       | —       | 0      | 0      |
| 2018            | → Charlotte Independence | Vlag van Verenigde Staten | USLC               | 29         | 0          | 1     | 0     | —        | —        | —       | —       | 30     | 0      |
| Club Totaal     | Club Totaal              | Club Totaal               | Club Totaal        | 29         | 0          | 1     | 0     | 0        | 0        | 0       | 0       | 30     | 0      |
| 2018            | Colorado Rapids          | Vlag van Verenigde Staten | MLS                | 1          | 0          | 0     | 0     | —        | —        | 0       | 0       | 1      | 0      |
| 2019            | Colorado Rapids          | Vlag van Verenigde Staten | MLS                | 26         | 0          | 1     | 0     | —        | —        | —       | —       | 27     | 0      |
| 2020            | Colorado Rapids          | Vlag van Verenigde Staten | MLS                | 15         | 1          | 0     | 0     | —        | —        | 4       | 0       | 19     | 1      |
| 2021            | Colorado Rapids          | Vlag van Verenigde Staten | MLS                | 8          | 1          | 0     | 0     | —        | —        | 0       | 0       | 8      | 1      |
| Club Totaal     | Club Totaal              | Club Totaal               | Club Totaal        | 50         | 2          | 1     | 0     | 0        | 0        | 4       | 0       | 55     | 2      |
| 2021/22         | Royal Antwerp FC         | Vlag van België           | Jupiler Pro League | 24         | 0          | 1     | 0     | 5        | 0        | 0       | 0       | 30     | 0      |
| 2022/23         | Royal Antwerp FC         | Vlag van België           | Jupiler Pro League | 15         | 1          | 0     | 0     | 5        | 0        | 0       | 0       | 20     | 1      |
| Club Totaal     | Club Totaal              | Club Totaal               | Club Totaal        | 39         | 1          | 1     | 0     | 10       | 0        | 0       | 0       | 50     | 1      |
| Carrière totaal | Carrière totaal          | Carrière totaal           | Carrière totaal    | 118        | 3          | 3     | 0     | 10       | 0        | 4       | 0       | 132    | 3      |

Bijgewerkt op 22 januari 2023. 

## Interlandcarrière
Vines maakte zijn debuut voor het voetbalelftal van de Verenigde Staten op 1 februari 2020 in de met 1-0 gewonnen wedstrijd tegen Costa Rica. Met zijn land won hij op 1 augustus 2021 de CONCACAF Gold Cup door Mexico met 1-0 te verslagen in de finale.

## Erelijst
| Eerste klasse A    | 1x | 2022/23 |
| Beker van België   | 1x | 2022/23 |
| Belgische Supercup | 1x | 2023    |

| Competitie        | Winnaar          | Winnaar          | Runner-up        | Runner-up        | Derde            | Derde            |
| Competitie        | Aantal           | Jaren            | Aantal           | Jaren            | Aantal           | Jaren            |
| Verenigde Staten  | Verenigde Staten | Verenigde Staten | Verenigde Staten | Verenigde Staten | Verenigde Staten | Verenigde Staten |
| ----------------- | ---------------- | ---------------- | ---------------- | ---------------- | ---------------- | ---------------- |
| CONCACAF Gold Cup | 1x               | · 2021           |                  |                  |                  |                  |